# Prailiu
Prailiu is een bestuurslaag in het regentschap Oost-Soemba van de provincie Oost-Nusa Tenggara, Indonesië. Prailiu telt 7740 inwoners (volkstelling 2010).